# Klimopwaterranonkel
De klimopwaterranonkel (Ranunculus hederaceus) is een eenjarige of tweejarige waterplant die behoort tot de ranonkelfamilie (Ranunculaceae). Het is een plant van ondiep, stromend, zoet of zwak brak water van natte plaatsen in grasland. De plant komt van nature voor in West-Europa. De soort staat op de Nederlandse Rode lijst van planten als zeldzaam en matig in aantal afgenomen.
De plant wordt 5-25 cm hoog. De vertakte, kruipende stengels zijn rond, hol, onbehaard en wortelen op de knopen. De nier- tot hartvormige, iets glanzende bladeren zijn ondiep drie- tot vijflobbig.
De klimopwaterranonkel bloeit van april tot september met witte bloemen. De 2-4,5 mm lange kroonbladen zijn weinig langer dan de kelkbladen. De nectariën zijn halvemaanvormig.
De deelvruchten zitten in hoofdjes. De dwars gerimpelde deelvrucht is een dopvruchtje. Het snaveltje van de dopvrucht zit iets onder de top en aan de dopvrucht zit ook een mierenbroodje. Het zaad is 1,5 mm lang en 1 mm breed.
Het chromosoomaantal is 2n = 16.